# Ruellia cyanea
Ruellia cyanea är en akantusväxtart som beskrevs av Boj. och Christian Gottfried Daniel Nees von Esenbeck. Ruellia cyanea ingår i släktet Ruellia och familjen akantusväxter. Inga underarter finns listade i Catalogue of Life.